# St James’s Palace

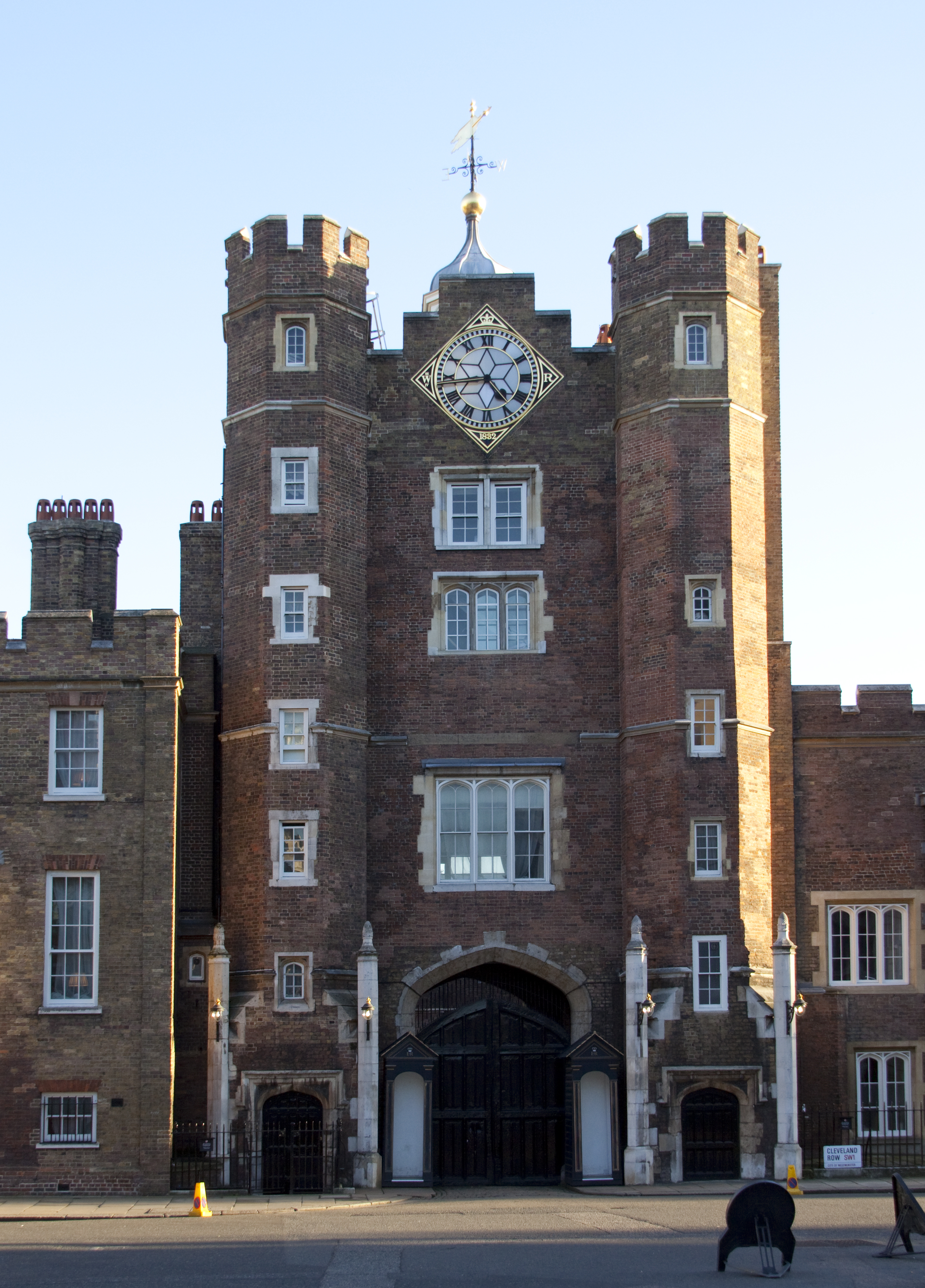
Haupttor des St James’s Palace

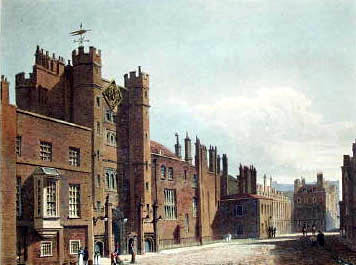
St James’s Palace 1819

Der St James’s Palace ist ein 1532 erbauter königlicher Palast im Londoner Stadtteil Westminster und der offizielle Amtssitz der  britischen Monarchen, denen er von 1698 bis 1837 zugleich als Hauptresidenz diente. Seit dieser Zeit werden alle  Botschafter im Vereinigten Königreich offiziell am Hof von St. James akkreditiert, wo der Marshal of the Diplomatic Corps, der Verbindungsoffizier der Krone zu den Botschaftern, weiterhin seinen Amtssitz hat. Auch die Proklamation eines neuen Monarchen findet stets dort statt, zuletzt am 10. September 2022 die von König Charles III.
Das zum Palast-Komplex gehörige Clarence House ist bis heute der Wohnsitz von Charles III., der nach dem Tod seiner Großmutter Königinmutter Elizabeth aus dem barocken Flügel York House in das Clarence House umzog. 

## Geschichte
Das in der Zeit von 1532 bis 1540 unter Heinrich VIII. im Tudorstil errichtete Gebäude ist durch den östlichen Zipfel des Green Parks vom Buckingham Palace getrennt. Davor gab es an dieser Stelle das St.-James-Hospital, ein Leprosen-Hospital, das Jakobus den Jüngeren zum Patron hatte.
Heinrich VIII. verlegte nach dem Brand des Palace of Westminster 1529 seine Residenz in den benachbarten Palace of Whitehall, den er von dem gestürzten Lordkanzler und Erzbischof von York, Kardinal Thomas Wolsey, beschlagnahmt hatte. Den St James’s Palace benutzte er als Rückzugsort und Wohnhaus für seine Familie. Am turmartigen Torhaus sind die Initialen H.A für Heinrich und seine zweite Frau Anne Boleyn zu sehen. 1544 ließ er Deckengemälde von Hans Holbein dem Jüngeren anbringen. Hier starben auch zwei seiner Kinder, am 23. Juli 1536 Henry Fitzroy, 1. Duke of Richmond and Somerset und am 17. November 1558 Maria I. Tudor, die als „Bloody Mary“ bekannte englische Königin. 
Die meisten Monarchen aus dem Haus Tudor und dem Haus Stuart wohnten im Palace of Whitehall und nutzten den damals am Rand der City of Westminster gelegenen St James’s Palace, der ursprünglich von einem Wildpark und weitläufigen Gärten umgeben war, als Jagdschloss und Rückzugsort vom formellen Hof sowie gelegentlich als königliches Gästehaus. Während der Cromwell-Herrschaft wurde der Palast als Kaserne benutzt.
Nachdem 1698 der Palace of Whitehall abgebrannt war, verlegte König Wilhelm III. seine offizielle Residenz in den St James’s Palace, bevorzugte jedoch die außerhalb der Stadt gelegenen Landsitze Kensington Palace und Hampton Court Palace als Wohnsitze. Zu Beginn der von 1714 bis 1837 währenden Personalunion Großbritanniens mit dem Kurfürstentum bzw. ab 1814 Königreich Hannover bewohnten Georg I. und Georg II. den Palast als Londoner Hauptwohnsitz. Die Uhr am Turm wurde 1731 angebracht. 1762 erwarb Georg III. das Buckingham House, den Vorgängerbau des Buckingham Palace, und zog dorthin um. St James’s Palace wurde nur noch für offizielle Anlässe benutzt und diente als Residenz der Beamten der Deutschen Kanzlei des Königs, die die Verbindung zwischen dem Monarchen und seinen Stammlanden aufrechterhielten.
Der Palast wurde im Laufe der Zeit mehrfach erweitert und bildet heute einen vielgestaltigen Gebäudekomplex zwischen der Mall, der Marlborough Road, Cleveland Row und Stable Yard. So wurden Mitte des 18. und Anfang des 19. Jahrhunderts York House und Clarence House, beide im Georgianischen Stil, angebaut. Clarence House war der Wohnsitz von Wilhelm IV., der als letzter Monarch auch den St James’s Palace zeitweise bewohnte. Seine Nichte und Nachfolgerin Königin Victoria verlegte die offizielle Residenz schließlich in den Buckingham Palace. Doch feierte sie ihre Hochzeit mit  Albert von Sachsen-Coburg und Gotha 1840 noch im St James’s Palace, ebenso die Hochzeit ihrer Tochter Victoria 1858 mit Prinz Friedrich Wilhelm von Preußen, dem späteren Kaiser Friedrich III. 
Im 20. Jahrhundert wohnten unter anderem die Prinzen Eduard von Wales (der spätere Eduard VIII.) sowie sein Bruder, Albert, Duke of York (der spätere Georg VI.) in dem Palast. Ferner zog der spätere König Charles III. als Prince of Wales, nach seiner Trennung von Diana, Princess of Wales, 1992 in das Hauptappartement des 1736 erbauten Barockflügels York House. Das angebaute Clarence House war bis zu ihrem Tod 2002 der Wohnsitz der Königinmutter Elizabeth, danach bezog es Prinz Charles. Der heutige Charles III. bewohnt mit seiner Frau, Königin Camilla, privat noch immer das Clarence House, während seine offizielle Residenz und der Sitz der königlichen Hofämter der Buckingham Palace bleibt, der aber einer mehrjährigen Renovierung unterzogen wird. Empfänge für Staatsbesucher und ähnliche Anlässe finden im Buckingham Palace oder in Windsor Castle statt. In Windsor verbringt der König auch häufig seine Wochenenden. Seine offizielle Residenz in Schottland ist Holyrood Palace. Außerdem stehen ihm seine privaten Landsitze zur Verfügung: Highgrove House, Sandringham House, Balmoral Castle mit Birkhall und das Castle of Mey.
Einige weitere Mitglieder des britischen Königshauses haben ebenfalls ihre Stadtwohnungen im St James’s Palace, so Anne, Princess Royal.

## Wachablösung
Seit 1660 sind die Household troops (Gardetruppen) für die Bewachung der königlichen Paläste zuständig. Nachdem Königin Victoria 1837 in den Buckingham-Palast umgezogen war, teilten sich die Truppen auf. Eine Garde verblieb am St James’s Palast, die andere folgte der Königin zum Buckingham-Palast. So marschiert auch heute noch ein Teil der Garde um 11.15 Uhr durch den St James’s Park zum Buckingham-Palast und kehrt um 12.05 Uhr zum St James’s Palace zurück. Die Wachablösung findet nur an den Tagen statt, an denen auch jene am Buckingham-Palast durchgeführt wird (in den Sommermonaten April bis Juli täglich, ansonsten alle zwei Tage).

## Abbildungen

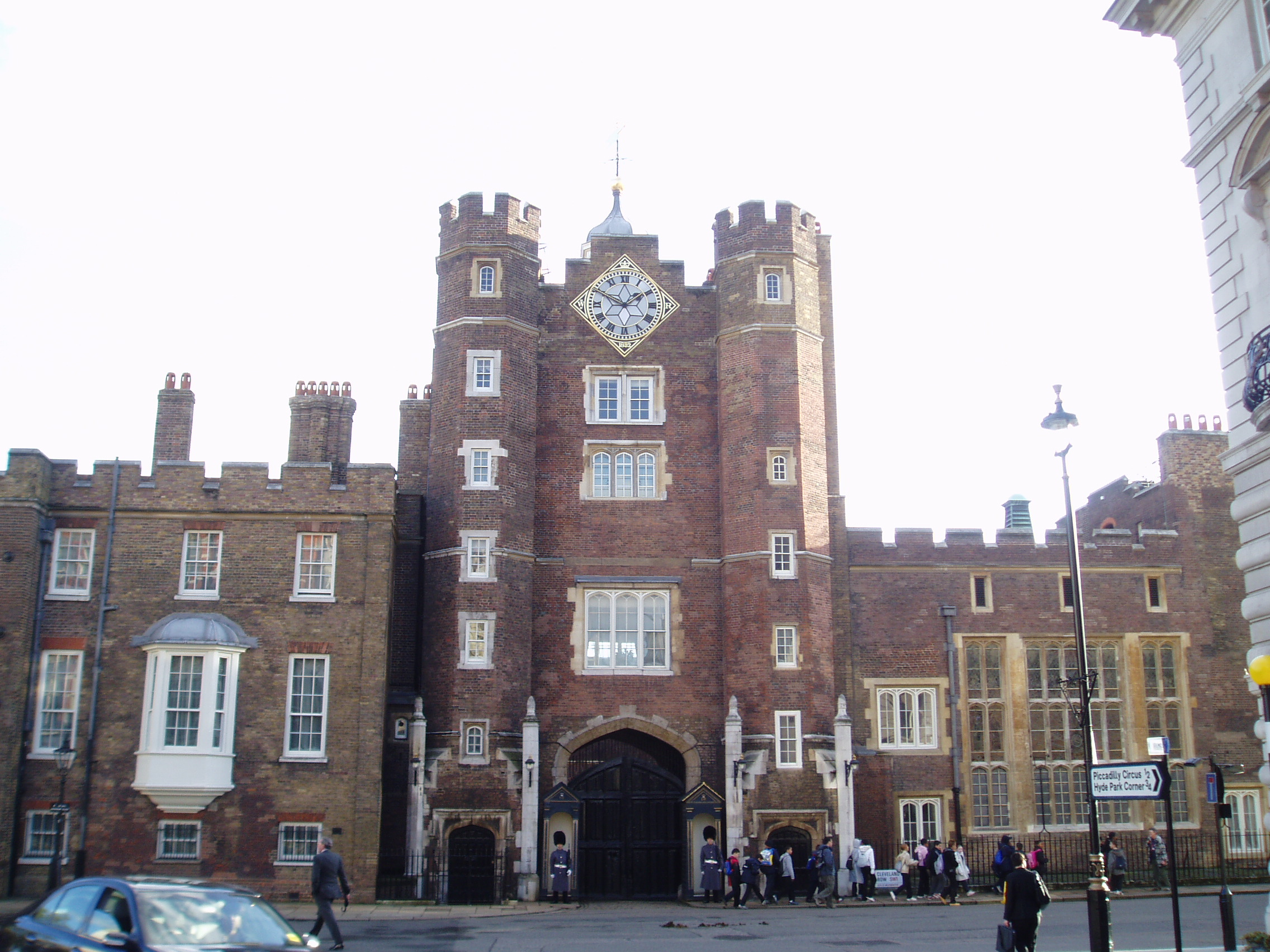
Der Turm Heinrichs VIII.
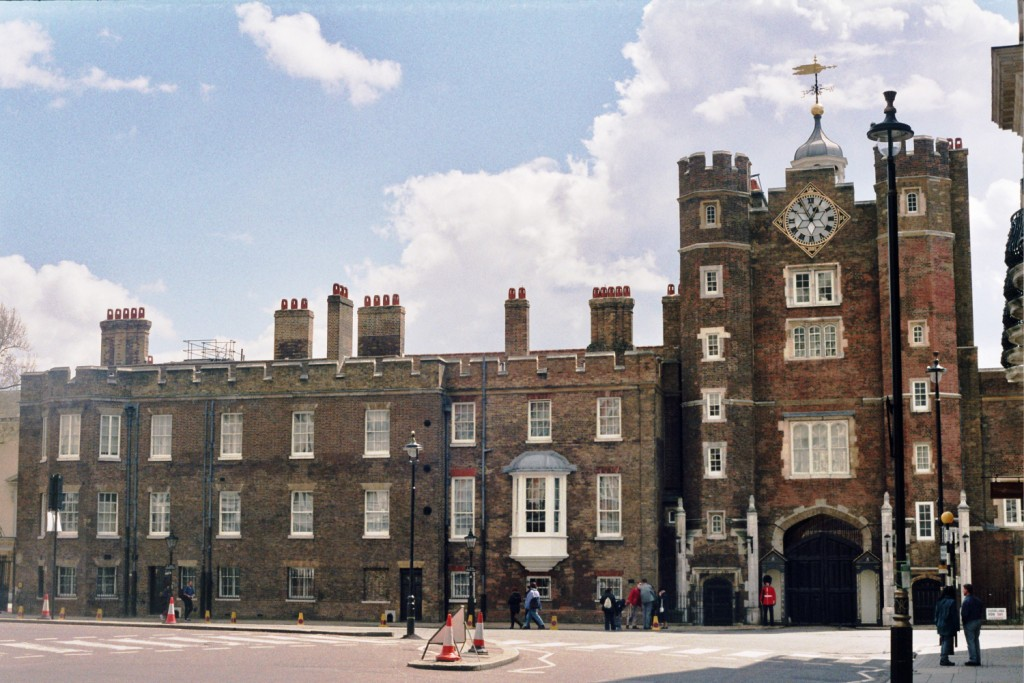
Links des Turms das York House
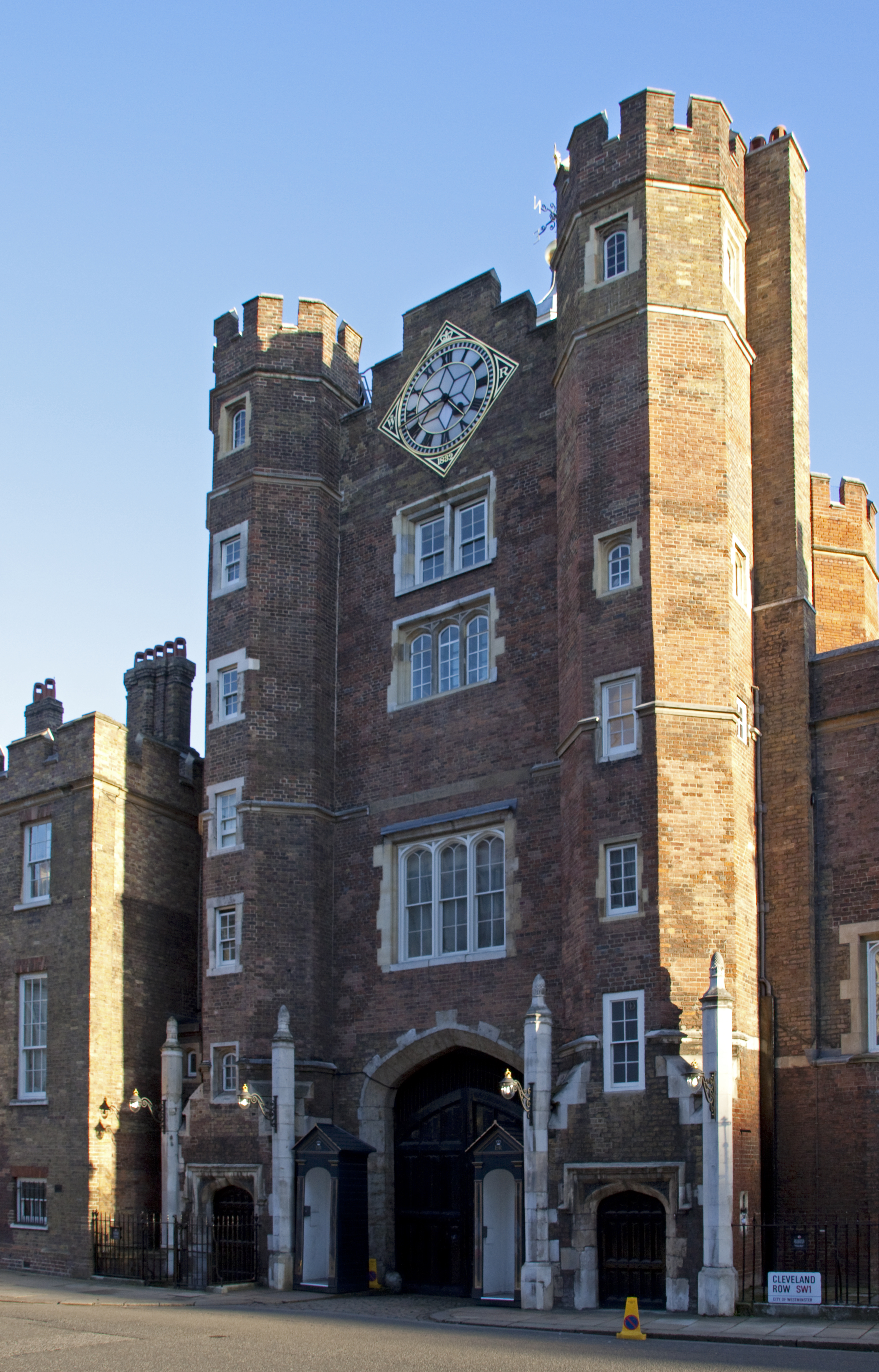
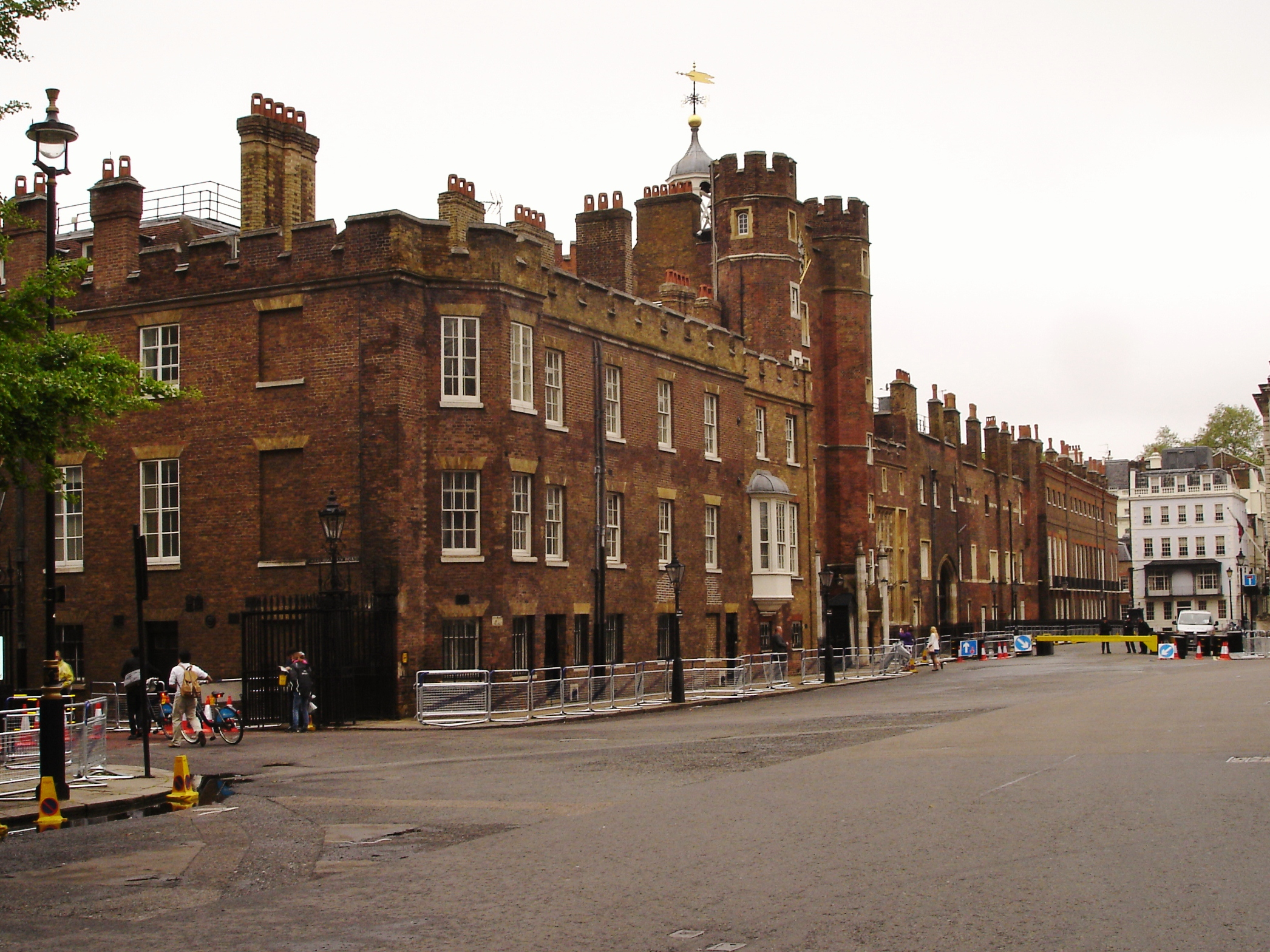
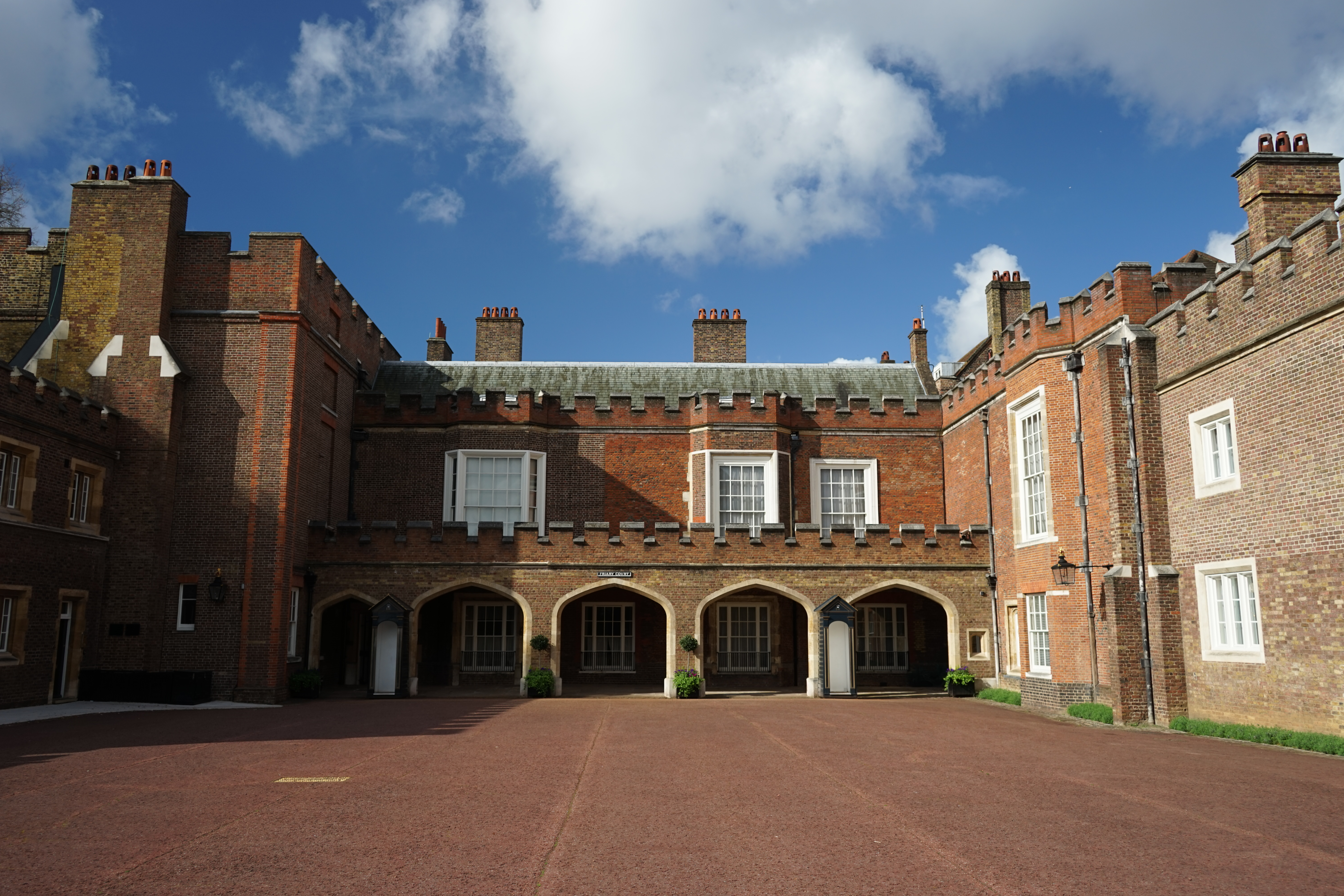
Die Proclamation Gallery, von der aus die Thronfolge jedes neuen Monarchen verkündet wird
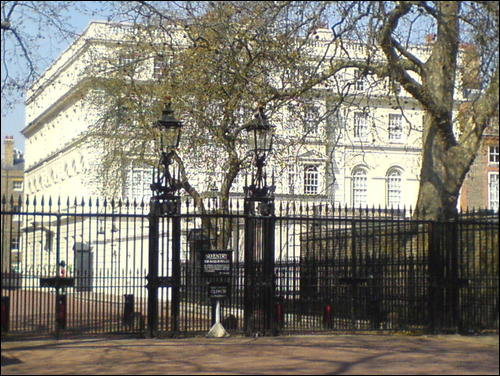
Das Clarence House an der Rückseite des Palasts